# Limbický systém

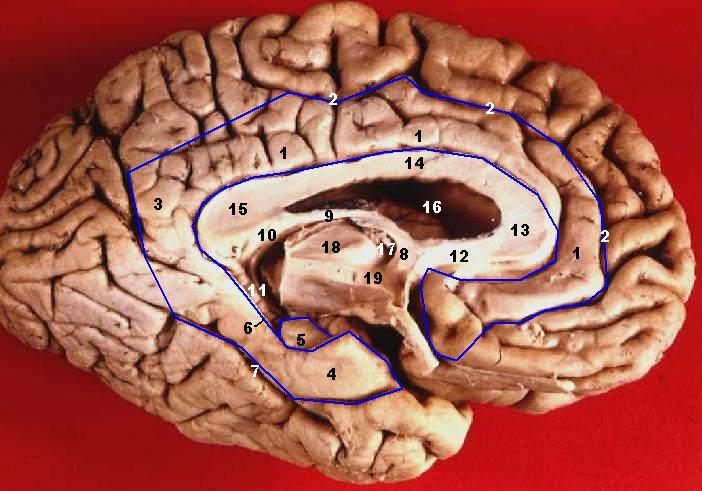
Topografie bazální a mediální plochy mozkové hemisféry

Limbický systém, dříve označovaný jako čichový mozek (rhinencephalon), je název komplexního uskupení mozkových struktur ležících po stranách thalamu. Nejedná se o samostatný systém, ale spíše seskupení částí koncového mozku, mezimozku a středního mozku. Podílí se na podpoře mnoha funkcí, například emocí, chování, dlouhodobé paměti a čichu.
Název limbický systém (limbická kůra) je odvozen od límce (limbus) mozkové tkáně, který se v embryonálním vývoji vytváří kolem základů mozkového kmene. Z histologického hlediska se jedná o neuroektodermální tkáň.

## Anatomie
Korové oblasti limbického systému tvoří
- archipaliální alokortex – hipokampus a gyrus dentatus;
- paleopaliární alokortex – bulbus olfactorius, tuberculum olfactorium, area septalis, area praepyriformis, area periamygdalaris;
- perialokortex (zóna přechodu k alokortexu) – area insularis anterior, area subcallosa;
- juxtaalokortex (zóna přechodu k izokortexu) – lobus insularis, area temporopolaris, area temporohippocampalis, area praelimbica, area orbitalis.

Mezi podkorové oblasti limbického systému se řadí
- septum,
- amygdala,
- nuclei thalami anteriores,
- oblast diagonálního svazku a corpus mammillare hypothalamu a
- některé útvary epithalamu.

Alokortex limbického systému se od neokortexu liší menším počtem neuronů s krátkými axony, zakončením aferentních sítí v povrchových vrstvách a méně vyvinutou supragranulární strukturou. Útvary limbického systému jsou vzájemně mnohočetně propojeny.

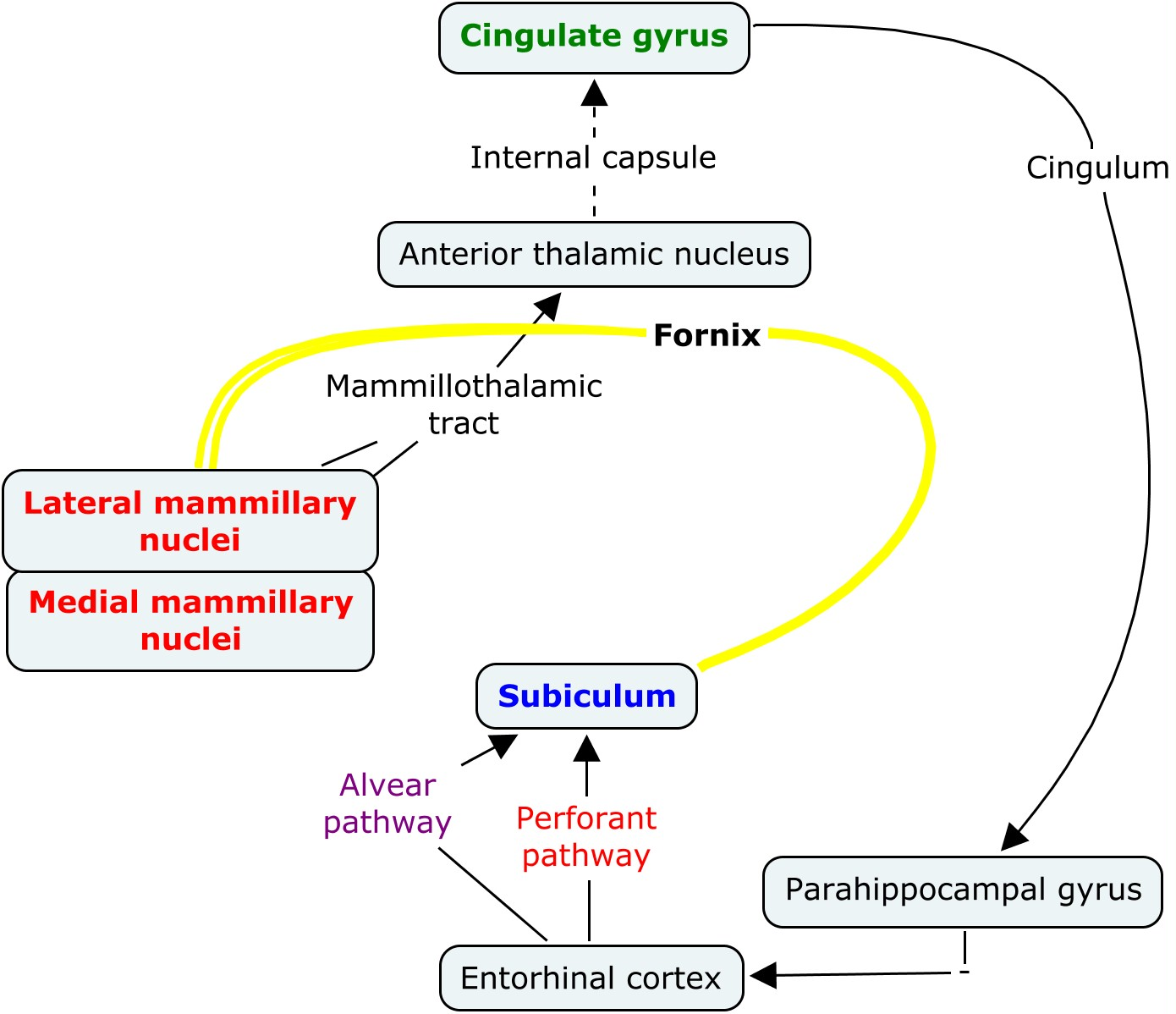
Papezův okruh

Papezův okruh je neuronová dráha nazvaná podle svého objevitele, Jamese Papeze. Původně se mělo za to, že jeho hlavní funkcí jsou emoce, ale tato domněnka nebyla potvrzena a poslední studie ukazují spíše na spojení s pamětí.
Hipokampus má aferentní (dostředivé) spojení s corpora mammillaria skrze fornix, tato mamilární tělesa pak vysílají vlákna k předním jádrům thalamu prostřednictvím fascilus mammillothalamicus, z předních jader thalamu zase směřují vlákna k cingulární kůře (v bílé hmotě capsula interna), odkud vedou spoje do hipokampu skrze gyrus parahippocampalis.
Hipokampus má také významnou funkci. Řadíme k němu tři útvary:
- cornu Ammonis (CA),
- gyrus dentatus (neboli fascia dentata),
- subiculum.

Většina spojů hipokampu, až na spoje interneuronů, má excitační charakter.
Amygdala má významnou funkci ve spojeních limbického systému. Tvoří přechod mezi mozkovou kůrou a bazálními ganglii.

## Fyziologie
Funkce limbického systému souvisí s jeho úzkým vztahem k somatovegetativním regulacím. Účastní se tak koordinace tělních funkcí, např. orální činnosti (žvýkání, slinění, dýchání, polykání), vyprazdňování a sexuální aktivity.

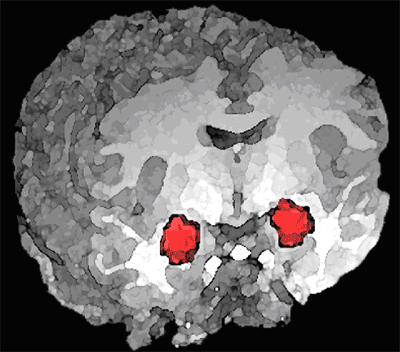
Amygdala na frontálním řezu mozku

Funkčně významnou částí je především amygdala, která má bohaté spojení s hypothalamem a limbickou kůrou. Koordinuje somatické funkce zvláště při emocích (např. reakci zdánlivé zuřivosti – sham rage). Po její extirpaci (vynětí) se změní chování jedince ve smyslu převahy útlumových dějů. Její elektrická stimulace označovaná jako rozněcování (kindling) vyvolá v mozkové kůře sérii opakujících se elektrických odpovědí.
Hipokampus je další důležitou složkou limbického systému, velice úzce spjatou s činností hypothalamu. Vzruchy, které směřují z mozkové kůry do hypothalamu jsou nejdříve zpracovány v hipokampu. Významně se podílí na udržení pozornosti, při tvorbě paměťových stop (tzv. engramů) a také na vzniku neuronálních map pro organizaci chování v prostoru.
Stimulace hipokampu způsobí útlum pohybů a nastoupením „napjaté pozornosti“. Bez útlumu orientační reakce by nemohly vznikat podmíněné reflexy, tedy ani účelové chování. Tento útlum orientační reakce zajišťuje hipokampus, který působí na retikulární formaci, která ji naopak podporuje. Význam hipokampu v tvorbě podmíněných reflexů byl dokázán exstirpačními pokusy. Oboustranné odstranění hipokampu vyvolá anterográdní ztrátu dlouhodobé paměti, kdežto krátkodobá (pracovní) paměť je nepoškozena. Špatná funkce hipokampu vede k poruchám tvorby podmíněných reflexů, založených na správné prostorové orientaci. Hipokampální aktivita roste s počátkem učení.
Limbický systém se podílí na reakcích vedoucích k zachování (přežití) jedince a rodu, stejně jako motivačním chování.

Mediální plocha hemisféry:
limbický systém
mozkový kmen
mozeček
páteřní mícha

Veškeré chování, které řeší vztah k okolí, je možné rozdělit do dvou skupin:
- apetitivní (přibližovací) chování – jedinec vyhledává to, co má kladnou biologickou hodnotu (jídlo, partner, …),
- averzivní (únikové) chování – snaha vyhnout se biologicky záporným událostem (nebezpečí, trestu, …).

Limbický systém má také vztah k řízení sexuálních funkcí. Při stimulaci amygdaly a hipokampu je aktivováno sexuální chování (vyhledávání partnera, zvýšená hravost, přítulnost a také aktivní či pasivní homosexualita).
Limbický systém se podílí na
- řízení somatovegetativních regulací,
- integraci funkčních změn při emocích,
- reakcích spojených se zachováním jedince a rodu a
- tvorbě a vybavení paměťových stop (včetně orientace v prostoru).